# 科沃斯德丰蒂杜埃尼亚
科沃斯德丰蒂杜埃尼亚，是西班牙卡斯蒂利亚-莱昂塞戈维亚省的一个市镇。 总面积14平方公里，总人口61人（2001年），人口密度4人/平方公里。